# Siirt (circonscription électorale)
La circonscription électorale de Siirt correspond à la province du même nom et envoie 3 députés à la Grande assemblée nationale de Turquie.

## Composition
La circonscription de Siirt est divisée en 7 districts (ilçe). Chaque district est composé d'un chef-lieu et de municipalités (communes et villages).

## Résultats électoraux

### Élections législatives de 2018
| Partis                   | Partis                                        | Voix    | %     | Sièges | +/-           | Élus                            |
| ------------------------ | --------------------------------------------- | ------- | ----- | ------ | ------------- | ------------------------------- |
|                          | Parti démocratique des peuples (HDP)          | 77 009  | 51,07 | 2      |               | Meral Danış Beştaş et Sıdık Taş |
|                          | Parti de la justice et du développement (AKP) | 58 760  | 38,97 | 1      | en stagnation | Osman Ören                      |
|                          | Parti d'action nationaliste (MHP)             | 5 314   | 3,52  | 0      | en stagnation |                                 |
|                          | Parti républicain du peuple (CHP)             | 3 841   | 2,55  | 0      | en stagnation |                                 |
|                          | Le Bon Parti (İYİ)                            | 2 399   | 1,59  | 0      | Nv.           |                                 |
|                          | Parti de la cause libre (HÜDA PAR)            | 1 782   | 1,18  | 0      | en stagnation |                                 |
|                          | Parti de la félicité (SP)                     | 1 410   | 0,94  | 0      | en stagnation |                                 |
|                          | Parti patriote (VATAN)                        | 281     | 0,19  | 0      | en stagnation |                                 |
|                          |                                               |         |       |        |               |                                 |
| Total                    | Total                                         | 150 796 | 100   | 3      | en stagnation | -                               |
| Inscrits / participation | Inscrits / participation                      | 180 215 | 84,05 |        |               |                                 |

### Élections législatives de 2023
| Partis                   | Partis                                        | Voix    | %     | Sièges | +/-           | Élus                                       |
| ------------------------ | --------------------------------------------- | ------- | ----- | ------ | ------------- | ------------------------------------------ |
|                          | Parti de la gauche verte (YSP)                | 77 267  | 46,62 | 2      | en stagnation | Tuncer Bakırhan et Sabahat Erdoğan Sarıtaş |
|                          | Parti de la justice et du développement (AKP) | 59 553  | 35,94 | 1      | en stagnation | Mervan Gül                                 |
|                          | Parti républicain du peuple (CHP)             | 12 843  | 7,75  | 0      | en stagnation |                                            |
|                          | Parti d'action nationaliste (MHP)             | 6 462   | 3,90  | 0      | en stagnation |                                            |
|                          | Le Bon Parti (İYİ)                            | 2 482   | 1,50  | 0      | en stagnation |                                            |
|                          | Nouveau parti de la prospérité (YRP)          | 1 958   | 1,18  | 0      | Nv.           |                                            |
|                          | Parti de la patrie (M)                        | 784     | 0,47  | 0      | Nv.           |                                            |
|                          | Parti de gauche (SOL)                         | 728     | 0,44  | 0      | en stagnation |                                            |
|                          | Parti de la grande unité (BBP)                | 469     | 0,28  | 0      | en stagnation |                                            |
|                          | Parti de la justice et de l'unité (AB)        | 324     | 0,20  | 0      | Nv.           |                                            |
|                          | Parti de la justice (AP)                      | 241     | 0,15  | 0      | Nv.           |                                            |
|                          | Parti de la mère patrie (ANAP)                | 220     | 0,13  | 0      | en stagnation |                                            |
|                          | Parti des droits et libertés (HAK)            | 202     | 0,12  | 0      | en stagnation |                                            |
|                          | Parti des travailleurs de Turquie (TIP)       | 159     | 0,10  | 0      | en stagnation |                                            |
|                          | Parti patriote (VATAN)                        | 151     | 0,09  | 0      | en stagnation |                                            |
|                          | Parti jeune (GP)                              | 139     | 0,08  | 0      | en stagnation |                                            |
|                          | Parti de libération du peuple (HKP)           | 138     | 0,08  | 0      | en stagnation |                                            |
|                          | Parti communiste de Turquie (TKP)             | 135     | 0,08  | 0      | en stagnation |                                            |
|                          | Parti de la nation (MP)                       | 79      | 0,05  | 0      | en stagnation |                                            |
|                          | Mouvement communiste (TKH)                    | 62      | 0,04  | 0      | Nv.           |                                            |
|                          | Parti de la victoire (ZP)                     | 54      | 0,03  | 0      | Nv.           |                                            |
|                          | Parti de l'union du pouvoir (GBP)             | 3       | 0,00  | 0      | Nv.           |                                            |
|                          | Parti de l'innovation (YP)                    | 1       | 0,00  | 0      | Nv.           |                                            |
|                          | Parti de la route nationale (MYP)             | 1       | 0,00  | 0      | Nv.           |                                            |
|                          | Indépendants (Ind.)                           | 1 268   | 0,77  | 0      | en stagnation |                                            |
|                          |                                               |         |       |        |               |                                            |
| Total                    | Total                                         | 165 723 | 100   | 3      | en stagnation | -                                          |
| Inscrits / participation | Inscrits / participation                      | 201 853 | 83,36 |        |               |                                            |